# Hymie Jacobson
Hymie Jacobson, właściwie Herman Jacobson (ur. 9 listopada 1893, zm. 8 stycznia 1952 w Miami) – polsko-amerykański aktor żydowskiego pochodzenia, który zasłynął głównie z ról w przedwojennych żydowskich filmach i sztukach teatralnych w języku jidysz.
Pochowany jest na Mount Hebron Cemetery.

## Filmografia
- 1937: Błazen purymowy